# Buzuluk (riu)
|  | Aquest article tracta sobre el riu. Vegeu-ne altres significats a «Buzuluk». |

El Buzuluk - Бузулук (rus) - és un riu de Rússia, un afluent per l'esquerra del Samara. Passa per l'óblast d'Orenburg.
Té una llargària de 248 km i una conca hidrogràfica de 4.460 km². El seu cabal mitjà és de 7,7 m³/s a la desembocadura. Neix al límit sud-oest dels Urals, a l'Obsxi Sirt. Pren direcció oest per l'estepa agrícola del sud-oest de la província. Poc abans de rebre les aigües del Gratxevska gira cap al nord. Pocs kilòmetres després rep les aigües del Bobrovka i flueix en direcció nord-est abans d'arribar a Buzuluk i al riu Samara, on desemboca.